# أندورا تيليكوم
شركة أندورا تيليكوم هي المشغل الوحيد للهاتف الأرضي والهاتف المحمول والتلفزيون المدفوع والإنترنت في أندورا، وهي محتكرة الاتصالات في البلاد. إنها شركة عامة مملوكة للحكومة الأندورية. 
وتتولى الشركة أيضًا إدارة البنية التحتية الفنية للتلفزيون الأرضي الرقمي في أندورا، حيث تنقل القنوات التلفزيونية الوطنية وبعض القنوات الإسبانية والفرنسية إلى جميع أنحاء الإقليم. كما أن لديها اتفاقية مع الشركة الإسبانية تليفونيكا لتقديم منصة الدفع موفيستار+ في أندورا. 
في أكتوبر 2018، تم التعاقد على 38,464 خط هاتف ثابت، و81,697 خط هاتف محمول و34,624 خط إنترنت، وكلها من خلال تكنولوجيا الدائرة البصرية المغلقة،  لتصبح دولة رائدة حيث يتمتع جميع مواطنيها بإمكانية الوصول إلى الإنترنت من خلال الألياف الضوئية. 
يدير الشركة مجلس إدارة مسؤول أمام المجلس العام عن إدارة وتوجيه وتمثيل الخدمة، وكذلك إدارة وتنظيم أصولها ومواردها.

## خدمات
- البث من خلال الصفقات بين القنوات التلفزيونية الأخرى: [6]
  - يتم بث جميع القنوات في إسبانيا بواسطة منصة موفيستار+ (الباقة العائلية).
  - جميع القنوات التي تبثها منصة موفيستار+ (الباقة العائلية) على المستوى الإقليمي في كاتالونيا.
  - يتم بث جميع القنوات على التلفزيون الرقمي الأرضي في أندورا.

## روابط خارجية
- الموقع الرسمي
 باللغة الكتالونية